# Байконур (город)
Байкону́р, Байконыр (каз. Байқоңыр / Baiqoñyr) — город в Казахстане, административный и жилой центр космодрома Байконур.
Город Байконур и космодром Байконур вместе образуют комплекс «Байконур», арендованный Россией у Казахстана на период до 2050 года.

Город Байконур является административно-территориальной единицей Республики Казахстан, функционирующей в условиях аренды.
На территории города размещены объекты космодрома "Байконур", а также другие объекты, создающие необходимые коммунально-бытовые и социально-культурные условия для персонала космодрома "Байконур", членов их семей и других жителей города.
На период аренды комплекса "Байконур" город Байконур в отношениях с Российской Федерацией наделяется статусом, соответствующим городу федерального значения Российской Федерации, с особым режимом безопасного функционирования объектов, предприятий и организаций, а также проживания граждан.— Международное Соглашение между Российской Федерацией и Республикой Казахстан о статусе города Байконур, порядке формирования и статусе его органов исполнительной власти от 23 декабря 1995 года, статья 1, пункт 1. docs.cntd.ru. Дата обращения: 1 января 2022. Архивировано 1 января 2022 года.
Население — 76 019 человек (на 1 октября 2020 года). По состоянию на 1 января 2011 года численность зарегистрированных в городе граждан Казахстана составляла 37,1 тыс. человек. До декабря 1995 года назывался Ле́нинск. В СССР имел статус закрытого города. В городе действует пропускной режим. Расположен в излучине на правом высоком берегу реки Сырдарьи. Железнодорожная станция находится в 2 км к северу от города на территории пригородного посёлка Тюратам. Железная дорога Арысь I — Кандагач однопутная, ширококолейная с тепловозной тягой. В 5 км к северу от города проходит автомобильная дорога Аральск — Жосалы — Кызылорда, она имеет номер М32 (Самара — Шымкент). Город и космодром обслуживают аэропорты Крайний (в 6 км западнее города) и Юбилейный (бывший посадочный комплекс для «Бурана» в 40 км северо-западнее города, на территории космодрома).

## История
12 февраля 1955 года ЦК КПСС и совет министров СССР совместным постановлением № 292-181сс утвердили создание научно-исследовательского испытательного полигона № 5 министерства обороны СССР (НИИП № 5 МО СССР), предназначенного для испытаний ракетной техники. Для дислокации полигона был отведён значительный участок пустыни (здесь в 1954 году работала рекогносцировочная группа топографов и геологов) посередине между двумя райцентрами Кзыл-Ординской области КазССР — Казалинском и Джусалы, около разъезда Тюратам железной дороги Москва — Ташкент. Район формирования полигона в первой половине 1955 года имел условное наименование «Тайга».
Строительные работы на полигоне были начаты во второй половине зимы 1955 года военными строителями под руководством Г. М. Шубникова. Поначалу военные строители жили в палатках, весной появились первые землянки на берегу Сыр-Дарьи, а 5 мая было заложено первое капитальное (деревянное) здание жилого городка.
Официальной датой рождения города и полигона считается 2 июня 1955 года, когда директивой генерального штаба ВС СССР была утверждена организационно-штатная структура 5-го научно-исследовательского испытательного полигона и создана войсковая часть № 11284 — штаб полигона. Полигон и посёлок получили неофициальное название «Заря». В 1955 году совместным решением руководства министерства связи и министерства обороны СССР был установлен условный почтовый адрес для войсковых частей полигона — «Москва-400, в/ч №…».
В течение второго полугодия 1955 года продолжалось строительство деревянных административных и жилых зданий (в основном барачного типа) на улицах Набережной и Пионерской; впоследствии за этим районом (южная часть города) закрепилось название «деревянный городок». Общая численность гражданского и военного персонала, работавшего на полигоне, к концу 1955 года превысила 2.500 человек.
Летом 1956 года началось строительство кирпичного казарменного городка в квартале, получившем название «десятая площадка» (ныне ул. Гагарина). Позже этим термином в разговорной речи нередко называли и весь посёлок «Заря» (впоследствии — п. Ленинский и г. Ленинск). В конце 1956 года для военнослужащих полигона был установлен новый почтовый адрес — «Кзыл-Орда-50» (позднее он был сменён на «Ташкент-90», который действовал до конца 1960-х годов). К началу 1957 года численность персонала полигона превысила 4.000 человек.
Первоначальным проектом предусматривалось, что посёлок расположится на обоих берегах реки, однако, мощное весеннее половодье заставило уже через несколько лет отказаться от этого замысла, тем более что постройка моста через реку потребовала бы значительных финансовых и временных затрат. Строительство посёлка развернулось на правом берегу реки, для защиты от паводковых вод в южной части посёлка была сооружена специальная двухметровая дамба.
28 января 1958 года указом президиума верховного совета Казахской ССР населённый пункт Заря Кармакчинского района Кзыл-Ординской области отнесён к категории рабочих посёлков с присвоением наименования Ленинский. По проекту посёлок был рассчитан на постоянное проживание около 5 тысяч человек. Однако, благодаря интенсивному расширению проводимых на полигоне опытно-испытательных работ, уже в конце 1959 года в посёлке Ленинский проживало 8.000 человек, а к концу 1960 года — более 10.000 человек. С вводом в эксплуатацию шести многоквартирных домов (243 квартиры) жилищный вопрос на тот момент был решён. В 1960 году введены в эксплуатацию ещё 12 домов (454 квартиры) по улицам Севастопольской (ныне улица Носова) и Центральной (ныне улица Комарова).
В начале 1960-х годов проводилась массовая застройка посёлка трёхэтажными кирпичными домами («сталинского» типа с высокими потолками) в границах улиц Осташева — Коммунальная (ныне Горького) — Носова — Ленина, Носова — Коммунальная — Шубникова (ранее Московская) — Речная; построены четырёхэтажные здания: штаб полигона и универмаг, — на площади Ленина.
5 НИИП получил открытое название «космодром Байконур» (для публикаций в прессе и т. п. целей) после первого полёта человека в космос — Ю. А. Гагарина, состоявшегося 12 апреля 1961 года.
Для перевозки персонала на площадки космодрома используются пригородные поезда, так называемые мотовозы. Это железнодорожный состав, включающий маневровый тепловоз с пассажирскими вагонами (купейными и сидячими).
В начале 1960-х годов мотовозы на космодром отправлялись со станции Тюратам, затем по мере строительства железнодорожной ветки с платформы «Пригородная» (расположенной между станцией Тюратам и Хутором Болдина), а к середине 1960-х была построена станция «Городская» вблизи пересечения улиц Янгеля и 50-летия Советской Армии (ныне улица Абая).
В середине 1960-х годов четырёхэтажными домами переходного типа (с двускатной крышей) застраивались кварталы в границах улиц Комарова — Коммунальная — Осташева — Ленина — Носова — Речная, Шубникова — Коммунальная — Советской Армии — Речная; построен новый гарнизонный дом офицеров на площади Ленина (сгорел в начале 1990-х годов; впоследствии здание было частично восстановлено, в нём находилось кафе «Русская тройка»).
В 1966 году были изготовлены две стелы с надписью «Звездоград» (такое неофициальное название носил посёлок Ленинский в 1960-е годы): они были установлены на въездах в город со стороны аэродрома и со стороны железнодорожного вокзала. В 1969 году посёлок получил статус города и официальное название Ленинск.
Во второй половине 1960-х годов начата застройка четырёх- и пятиэтажными кирпичными домами (с плоской крышей) новых обширных кварталов в границах улиц Советской Армии — Янгеля — Неделина — Ниточкина (ранее переулок Строителей) — Речная.
В конце 1960-х годов — начале 1970-х годов проводилась застройка пятиэтажными кирпичными домами микрорайона, получившего неофициальное название «Даманский» — в границах улиц Мира — Янгеля — Сейфуллина — проспект Карла Маркса (ныне проспект Королёва). В середине 1960-х годов северо-восточная часть этого квартала использовалась под огороды. В середине 1970-х годов застройка квартала продолжилась пятиэтажными панельными домами; эти же дома возводились и по улице Горького (бывшей Коммунальной) от ул. Неделина до ул. Советской Армии. К концу 1970-х годов численность населения Ленинска достигла 70 тысяч жителей.

Когда меня назначили министром, … Мы специально организовали два военных совхоза, которые для космонавтов и жителей Ленинска (Байконура) выращивали рис. …— экс-министр обороны СССР Дмитрий Язов
Бурный рост города происходил в 1980-х годах в связи с развитием космической программы «Энергия-Буран», обусловившим большой приток специалистов со всего СССР. Широкое применение получили панельные пятиэтажные дома новой серии (белого цвета); сначала они в порядке уплотнения имеющейся застройки возводились в микрорайоне «Даманский» по улицам Мира и Янгеля, а затем, к середине 1980-х годов, начато строительство новых больших микрорайонов в юго-западной части города: Пятого, Шестого, Седьмого. Помимо 5-этажных в этих районах в значительном числе строились и 9-этажные дома (преимущественно панельные). Также по типовым московским проектам было построено 2 школы и 4 детских сада.
Во второй половине 1980-х годов построен артезианский водозабор «Дальний» (примерно в 100 км к югу от Ленинска) в связи с резко возросшими потребностями космодрома в воде из-за разворачивания программы «Энергия-Буран» (до этого момента в Ленинске был только речной водозабор на реке Сыр-Дарье, и вода в городе была солёная и неприятная на вкус). Был построен также водозабор «Ближний» (15 км южнее Ленинска) и водовод большого диаметра от «Дальнего» через «Ближний» до Ленинска (водозабор «Дальний» был заброшен в начале 1990-х, а «Ближний» до сих пор работает и снабжает город чистой качественной питьевой водой).
В 1987 году Ленинск был отнесён к категории городов республиканского подчинения.
В городе Ленинске в советский период с целью конспирации средние школы имели сквозную общеказахстанскую нумерацию — номера 30, 174, 178, 187, 211, 222, 245 (с начала 1990-х — соответственно № 1, 2, 3, 4, 5, 6, 7).
К 1990 году жилищное строительство в Ленинске закончилось; жилой фонд составил 360 многоэтажных домов общей площади более 1 млн. м², численность населения города (включая жителей городков, расположенных на площадках космодрома) достигла 140 тысяч жителей.
Тяжёлые времена для космодрома и города настали в 1991—1992 годах после распада СССР. Количество космических запусков резко сократилось, целый ряд офицеров и работников промышленности в сложившейся обстановке хаоса и неизвестности предпочли со своими семьями уехать с космодрома на родину (в Россию, на Украину и т. д.) в поисках лучшей жизни. Не ясен был и статус космодрома, поскольку он «оказался» на территории суверенного Казахстана, а фактически эксплуатацию Байконура осуществляла Россия. Последней каплей стала передача коммунальных служб города от военного ведомства местным казахстанским властям, у которых не было ни средств, ни персонала для эксплуатации обширного городского хозяйства. Всё это привело к большим бытовым проблемам в суровую морозную и снежную зиму 1993—1994 года: в жилых и служебных зданиях города и космодрома постоянно отключалась подача электроэнергии, а тепло- и водоснабжение работали с огромными перебоями; во многих квартирах города температура воздуха снижалась до нуля градусов. В ту зиму были разморожены и выведены из строя системы тепло- и водоснабжения в нескольких десятках жилых домов Ленинска, и эти дома были заброшены (в связи с массовым отъездом людей из города, в других домах высвободилось множество квартир, вполне пригодных для проживания).
В 1994 году был подписан договор между руководством Россией и Казахстаном, согласно которому руководство России эксплуатирует космодром в обмен на ежегодно уплачиваемую руководству Казахстана арендную плату. Срок аренды был установлен в размере 20 лет (в 2004 году этот срок продлён до 2050 года). Вскоре в Ленинске были созданы новые коммунальные службы, жизнь стала постепенно налаживаться. 20 декабря 1995 года указом президента республики Казахстана город Ленинск был переименован в город Байконыр. С 1995 года считается городом областного значения Кызылординской области Казахстана.
Во второй половине 1990-х годов количество космических запусков с Байконура значительно увеличилось, прекратился отток специалистов с космодрома. Город стал постепенно восстанавливаться, а потом и развиваться. Отремонтированы (и бесперебойно функционируют) городские коммуникации, дороги, целый ряд жилых домов; разбит ряд новых скверов, сооружено несколько новых памятников в честь видных деятелей советской и российской космонавтики.
По состоянию на 2010 год в городе было 15 общеобразовательных школ (8 школ с русским языком обучения и 7 — с казахским), 11 дошкольных образовательных учреждений, две музыкальные школы, спортивная и художественная школы, филиалы нескольких университетов и институтов (старейший из них — филиал МАИ «Восход»), городской дворец культуры, две городские больницы и три поликлиники, стадион «Десятилетие», спортивный комплекс «Маяк», плавательный бассейн «Орион», два пляжа с сероводородными источниками, большое количество кафе-баров. Излюбленным местом прогулок байконурцев и гостей города является пешеходная зона «Арбат» в центре города (на улице Королёва). В городе действует храм русской православной церкви.
Абсолютное большинство объектов космодрома в 1997—2005 годах были переданы руководством министерства обороны в ведение федерального космического агентства России. Процесс передачи завершился в декабре 2011 года, когда была расформирована войсковая часть 11284 (штаб космодрома).
Планировалась реализация масштабного совместного российско-казахстанского проекта «Байтерек», в рамках которого с Байконура должна запускаться ракета-носитель «Ангара», которая в перспективе должна заменить экологически опасный «Протон». Однако, по состоянию на конец 2012 года проект создания совместного российско-казахстанского ракетно-космического комплекса «Байтерек» (на основе новой ракеты-носителя «Ангара») фактически зашёл в тупик. Достигнуть компромисса по вопросу финансирования проекта не удалось. Вероятно, Россия будет строить стартовый комплекс для «Ангары» на новом космодроме «Восточный».
В декабре 2012 года председатель национального космического агентства Казахстана (Казкосмос) Талгат Мусабаев заявил, что с целью снижения стоимости проекта «Байтерек» руководству Казахстана целесообразно отказаться от внедрения новой ракеты-носителя «Ангара» и использовать существующую ракету-носитель «Зенит».
В октябре 2015 года начаты работы по газификации города Байконура от магистрального газопровода «Бейнеу — Бозой — Чимкент», введённого в эксплуатацию в 2015 году.

## Население
Общая численность населения города 76 019 человек (на 1 октября 2020 года), в том числе граждане Казахстана — 39 432 человек (на 1 октября 2020 года).

### Национальный состав
Национальный состав (на начало 2019 года):
- казахи — 65 881 чел. (91,74 %),
- русские — 1302 чел. (5,63 %),
- корейцы — 457 чел. (1,17 %),
- татары — 124 чел. (0,32 %),
- узбеки — 121 чел. (0,31 %),
- турки — 112 чел. (0,3 %),
- азербайджанцы — 64 чел. (0,16 %),
- украинцы — 32 чел. (0,08 %),
- киргизы — 30 чел. (0,08 %),
- уйгуры — 16 чел. (0,04 %),
- немцы — 13 чел. (0,03 %),
- башкиры — 12 чел. (0,03 %),
- белорусы — 8 чел. (0,02 %),
- чеченцы — 4 чел. (0,01 %),
- молдаване — 3 чел. (0,01 %),
- греки — 2 чел. (0,01 %),
- марийцы — 1 чел. (0,005 %),
- другие — 29 чел. (0,07 %),
- всего — 76 500 чел. (100 %).

### Демографическая история и перспективы города
Демографическая история города своеобразна. С момента основания (1955 год) и на протяжении двух последующих десятилетий абсолютное большинство жителей города было представлено славянскими национальностями (офицеры и командированные гражданские специалисты преимущественно из России, Украины, Белоруссии). По соображениям секретности коренное население региона (казахов) на работу на космодроме не принимали и жилья в городе (за редким исключением) не предоставляли. Таким образом, в 1955-1975 годах коренное население составляло менее 1 % численности населения города. Население пригородных посёлков Тюратам, Акай, хутор Болдина занималось скотоводством, часть из них работала на железнодорожной станции Тюратам.
Ситуация изменилась в середине 1970-х, когда был снесён посёлок сельского типа хутор Болдина, находившийся в 1 км к северо-востоку от города (возникший в годы строительства космодрома) вблизи городского водозабора. Здесь наблюдалась неблагоприятная санитарно-эпидемиологическая обстановка, наблюдались частые вспышки инфекционных заболеваний, что могло привести к эпидемии в городе. Жители посёлка были расселены в пятиэтажных домах на северной окраине города (улица Сейфуллина). Таким образом, доля коренного населения в городе достигла 5-7 % и в дальнейшем постепенно росла (за счёт более высокой рождаемости у казахов по сравнению со славянскими национальностями); им было разрешено работать в городских службах (торговля и ЖКХ).
Следующее изменение демографической структуры города произошло в 1993-1994 годах, когда космодром и город пережили глубокий кризис. Множество сотрудников космодрома покинули Байконур и уехали со своими семьями в Россию, на Украину, в Белоруссию. Освободившиеся квартиры были заняты коренным населением, прибывающим из городов и сёл Кзыл-Ординской области (так называемые «самозаселенцы»), часть которых смогла трудоустроиться в торговле и городских службах, а большинство были безработны. К середине 1990-х доля коренного населения составляла в городе уже 40-50 %.
Во второй половине 1990-х и начале 2000-х продолжился отток русскоязычного населения из города, связанный с поэтапным сокращением войсковых частей и передачей объектов космодрома гражданским предприятиям. Был разрешён приём коренного населения на объекты космодрома. К 2007 доля коренного населения в городе достигла 60-70 %. Учитывая высокую рождаемость в казахских семьях (в среднем 3-4 ребёнка в семье, против 1-2 в славянских семьях), можно ожидать, что к 2015-2020 годам этот показатель достигнет 90 %.
Кроме того, на космодром с 2005 года нет притока молодых специалистов космической отрасли извне (раньше сюда ежегодно приезжали сотни выпускников ВКА им. Можайского и других военных ВУЗов). Растёт средний возраст сотрудников предприятий космодрома.
В связи с таким развитием демографической ситуации, а также с учётом того, что в настоящее время лишь небольшая часть населения города (в пределах 20 %) непосредственно занята на космодроме, отдельными российскими политиками с начала 2000-х неоднократно высказывалось предложение вывести город Байконур из договора аренды комплекса «Байконур» и передать под управление казахстанской стороне (акимату Кызылординской области), а российских сотрудников космодрома переселить в жилые дома, находящиеся непосредственно на территории космодрома (площадки 113, 95, 2, 32, 43). Это позволило бы ежегодно экономить значительные денежные средства, выделяемые из российского бюджета на эксплуатацию города Байконура (из федерального бюджета России в бюджет города Байконура ежегодно осуществляется безвозмездное поступление в размере 10,16 млрд. рублей (по состоянию на 2012 год)).
10 декабря 2012 года глава национального космического агентства Казахстана (Казкосмос) Талгат Мусабаев заявил о том, что договор об аренде космодрома 1994 года устарел и может быть пересмотрен в сторону отхода от аренды и передачи космодрома и города Байконур под юрисдикцию Казахстана. По мнению экспертов из России, такое развитие событий привело бы к массовому отъезду российских специалистов с комплекса «Байконур» и породило бы большие кадровые проблемы; для России частичный «уход» с Байконура целесообразен не ранее 2020 года, когда будет полностью введён в строй новый космодром «Восточный», а окончательный «уход» — в 2050 году (по окончании срока аренды).
С целью совершенствования договорно-правовой базы, обеспечивающей эффективное сотрудничество при эксплуатации космодрома Байконур, создания необходимых условий для жизнеобеспечения персонала комплекса, проживающего в г. Байконуре, 15 июня 2012 года президенты России и Казахстана договорились о воссоздании Российско-Казахстанской межправительственной комиссии по комплексу «Байконур». Такая комиссия была создана постановлением правительства РФ от 13 декабря 2012 г. № 1301, председателем комиссии назначен первый заместитель председателя правительства России Шувалов И. И.

## Глава администрации
Глава городской администрации — Константин Дмитриевич Бусыгин. Назначен совместным решением президентов России и Казахстана 30 мая 2017 года.
Ранее должность занимал Анатолий Павлович Петренко, назначенный совместным решением президентов России и Казахстана 9 июля 2015 года, с 16 сентября 2013 года был исполняющим обязанности главы администрации города Байконура.
1. Виталий Алексеевич Брынкин (17 февраля 1992 — 23 декабря 1994)[33][34];
2. Геннадий Дмитриевич Дмитриенко (23 декабря 1994 — 2002)[35];
3. Александр Фёдорович Мезенцев (16 мая 2002 — 10 сентября 2013)[36];
4. Анатолий Павлович Петренко (16 сентября 2013 — 30 мая 2017)[37];
5. Константин Дмитриевич Бусыгин (с 30 мая 2017 года).

## Общественный совет
Общественный совет формируется на конференции жителей города Байконура сроком на 5 лет. В 2021 году действует 10 созыв общественного совета.

## Юрисдикция
В официальных публикациях казахстанских официальных органов Байконур (под казахским названием Байконыр) фигурирует в качестве городского акимата (города областного подчинения) в составе Кызылординской области Республики Казахстан, но согласно российско-казахстанскому договору аренды на весь период аренды космодрома в отношениях с Россией временно наделён статусом города федерального значения России.
В соответствии с договором России и Казахстана глава администрации города назначается совместным решением президентов двух стран по представлению российской стороны. На территории города действует российское законодательство, а также казахстанское, применимое для граждан республики Казахстан. Регион в налоговой службе России — 99.
Хотя Байконур находится за пределами России, на его территории работают российские структуры:
- российский военный суд (рассматривает все категории дел), в который жители города могут обжаловать решения администрации города, её органов и должностных лиц;
- управление внутренних дел комплекса "Байконур" из состава МВД РФ;
- структуры других ведомств России — миграционной и налоговой службы, органов образования (включая все школы и детские сады города), здравоохранения (все поликлиники и больницы города входят в центральную медико-санитарную часть № 1 федерального медико-биологического агентства России[38]), пенсионный фонд (отделение пенсионного фонда России по г. Байконуру), социальной защиты (бюро медико-социальной экспертизы № 1 главного бюро МСЭ ФМБА России) и т. д.

Автомобильные номера на автомобилях жителей города (граждан РФ) и российских организаций — стандарта РФ, имеют код региона 750RUS (ранее 94RUS).
Система городского управления определена в статье 5 соглашения между Россией и Казахстаном о статусе города Байконура, порядке формирования и статусе его органов исполнительной власти от 23 декабря 1995 г. Высшим органом общественного самоуправления населения города Байконура является общественный совет, формируемый из представителей органов территориального общественного самоуправления, организаций и предприятий, зарегистрированных в качестве юридических лиц в городе. Его деятельность регламентирована в положении, утверждаемом конференцией жителей города.
Население осуществляет права самоуправления посредством референдума, путём участия в общих собраниях (конференциях) граждан по месту жительства, а также путём участия в выборах органов территориального общественного самоуправления. Избирательные участки входят в состав территориальных комиссий заграничных округов (Одинцовский округ Московской области) по выборам депутатов государственной думы России.
Под юрисдикцией Республики Казахстан находится пограничный пост «Байконыр», обслуживающий аэропорты космодрома, представительство МВД РК, следящее за порядком в пригородах Тюратама и Акая, а также осуществляющее регистрационные функции.

## Промышленность
Основные градообразующие предприятия (в порядке убывания численности персонала):
- филиал АО «ЦЭНКИ» — «Космический центр „Южный“»;
- филиал Космического центра имени Хруничева;
- филиал «Байконур» ПАО «РКК „Энергия“» им. С. П. Королёва;
- филиал «Байконур» АО «РКЦ „Прогресс“»;
- филиал АО "НПО Лавочкина" в Республике Казахстан;
- Байконурский филиал НТЦ «Охрана».

Значительное число персонала имеет также центральная медико-санитарная часть № 1 федерального медико-биологического агентства России.
В городе расположена Байконурская ТЭЦ ГУП ПЭО «Байконурэнерго», коммунальные предприятия, управление МВД РФ на комплексе «Байконур».
Имеется большое количество торговых предприятий (рынки, магазины, кафе и т. п.), ряд компаний ремонтно-строительного профиля.

## Образование
В городе действуют 5 средних школ (1,3,4,7,10), начальная школа 15, лицей им Челомея, Министерства образования России и школы Министерства образования Казахстана (272 и 275).
9 ноября 2023 года, «в связи с информацией, распространяемой в сети Интернет», Управление образованием города Байконур сообщило, что в большинстве российских школ города Байконур учебные предметы «Казахский язык и литература» и «История Казахстана» изучаться не будут. «Изучение указанных предметов возможно в российских школах Байконура исключительно в рамках обеспечения индивидуальных потребностей обучающихся (без ущемления прав других обучающихся), то есть по их желанию (желанию их родителей или законных представителей) в форме внеурочной деятельности – за рамками основной общеобразовательной программы», — говорилось в сообщении Управления образованием на сайте Администрации города Байконур. Проведение внеурочных занятий по изучению этих предметов было организовано, «по результатам мониторинга для изучения общественного мнения», лишь в 5-х, 6-х, 8-х, 9-х классах средней школы № 7 им. М.К. Янгеля.  Управление образованием заявило, что «аналогичные мониторинги, проведённые в школах города, показали, что, в целом, обучающиеся и их родители отдают предпочтение другим направлениям внеурочной деятельности: подготовке к государственной итоговой аттестации, изучению иностранных языков, спортивному направлению и патриотическому воспитанию».

## Природа
Город протянулся на 5 км вдоль Сыр-Дарьи (урез воды — около 85 м над уровнем моря, ширина реки — 120-200 м, глубина — 1-4 м) и расположен на пологоволнистой слабовсхолмленной равнине с абсолютными отметками 90-100 м. Относительная высота бугров составляет около 10 м, по берегам реки высота обрывов достигает 15-20 м.
Вода в реке и её протоках пресная, мутная, пригодная для питья только после отстаивания и тщательной очистки. Самый высокий уровень в реке с апреля по август. В этот период заполняются водой все имеющиеся в пойме водотоки и водоёмы. Регулярного судоходства по Сыр-Дарье нет, допускается плавание мелких судов с осадкой до 1,2 м. 3амерзает река в декабре, вскрывается в конце марта. Толщина льда — в среднем 0,5 м, в суровые зимы достигает 0,9 м.
Растительная зона: полынно-боялычовая (северная) пустыня. Почвы: бурые пустынно-степные, по берегам реки местами серо-бурые аллювиальные. В пойме реки и на островах распространены заросли колючих кустарников и деревьев высоты 3-7 м (тугаи), имеются участки луговой растительности, местами растёт камыш высоты до 4 м. Пустынная растительность представлена кустарниками (тамариск, джузгун) высоты до 2 м, полукустарниками (боялыч, биюргун, полынь) высоты до 0,5 м и травами (верблюжья колючка — жантак). Травяной покров в пустыне разреженный, зелёным бывает только весной, к началу июня трава выгорает.
Город хорошо озеленён. Имеется большое количество деревьев (карагач, тополь, ясень, джида, тамариск, золотистая смородина) высоты 3-10 м, хотя травы очень мало. Летом зелень поливают с помощью системы орошения и из поливомоечных автомашин.
В радиусе 200 км от города расположено значительное количество водоёмов: озёр и каналов. Из-за нерационального отношения местных жителей к водным и растительным ресурсам каждый год сокращается количество рыбных и животных запасов региона. Вытаптываются многочисленным домашним скотом и выжигаются людьми места обитания диких животных (зайцев, фазанов и пр.). Коммерциализация лова рыбы и постоянно меняющийся уровень водоёмов губительно сказывается на рыбных запасах.

## Климат
Климат резко континентальный с малым количеством осадков (120 мм в год), большим количеством солнечных дней; лето длительное и жаркое, зима морозная и ветреная (снежный покров невысокий).
Зима (середина ноября — середина марта) с переменной облачностью и частыми туманами. Средняя температура воздуха днём — −5…−10 °C, ночью — до −20…−25 °C (минимальная — −38 °C). Устойчивые морозы начинаются в декабре. В любой месяц зимы возможны кратковременные (1-2 дня) оттепели с повышением дневной температуры воздуха до +10…+18 °C. Осадки выпадают преимущественно в виде снега. Снежный покров образуется во второй половине декабря и держится до конца марта; высота его обычно не превышает 10-12 см (в особо снежные зимы, 1 раз в 20-30 лет, до 30-40 см). Средняя глубина промерзания грунта — 1,3 м.
Весна (середина марта — апрель) тёплая с неустойчивой погодой в первой половине. Температура воздуха в начале сезона днём — −1…−10 °C, ночью — до −10 °C; в конце сезона днём — до +25 °C, ночью — от −1 °C до +8 °C. Осадки выпадают в виде кратковременных дождей, иногда со снегом.
Лето (конец апреля — середина сентября) характеризуется устойчивой жаркой сухой и малооблачной погодой. Температура воздуха днём — +30…+40 °C (максимальная — +45 °C), ночью температура опускается до +18…+25 °C. Летом часто бывают суховеи и пыльные бури, которые поднимают в воздух песок и пыль.
Осень (середина сентября — середина ноября) — в первой половине сухая и тёплая, во второй облачная и прохладная. Температура воздуха днём — +5…+25 °C, ночью — −5…+5 °C. Осадки выпадают в виде моросящих дождей; во второй половине ноября выпадает мокрый снег.
Ветры весной и летом преимущественно западные и северо-западные, осенью и зимой восточные и северо-восточные. Преобладающая скорость ветра — 3-7 м/с. В течение всего года (особенно в зимний и весенний период) часто наблюдаются сильные штормовые ветры со скоростью 15 м/с и более (45 дней за год).

Среднее число дней с явлениями погоды за год: осадки — 58 (январь — 9, июнь — 2), туман — 27, метель — 6, гроза — 7. Число ясных дней по общей облачности — 119, пасмурных по нижней облачности — 17.
| Показатель | Янв.  | Фев.  | Март | Апр. | Май  | Июнь | Июль | Авг. | Сен. | Окт. | Нояб. | Дек. | Год  |
| --- | ----- | ----- | ---- | ---- | ---- | ---- | ---- | ---- | ---- | ---- | ----- | ---- | ---- |
| Средний суточный максимум, °C                                                                                        | −5,6  | −4,2  | 4,2  | 17,5 | 26,3 | 31,9 | 34,1 | 31,5 | 24,9 | 14,0 | 4,7   | −2,2 | 14,7 |
| Средняя температура, °C                                                                                              | −9,6  | −8,7  | −0,6 | 11,4 | 19,4 | 24,8 | 27,2 | 24,4 | 17,9 | 8,2  | 0,3   | −5,8 | 9,1  |
| Средний суточный минимум, °C                                                                                         | −13,6 | −13,2 | −5,3 | 5,3  | 12,6 | 17,8 | 20,3 | 17,4 | 10,9 | 2,5  | −3,9  | −9,3 | 3,5  |
| Норма осадков, мм | 12    | 9     | 15   | 17   | 12   | 6    | 5    | 5    | 6    | 14   | 14    | 16   | 131  |
| Источник: Климат Байконура. ru.climate-data.org. Дата обращения: 28 октября 2020. Архивировано 8 сентября 2017 года. |       |       |      |      |      |      |      |      |      |      |       |      |      |

## Достопримечательности
- Гагаринская беседка (0-й квартал);
- храм святого Георгия Победоносца (ул. Генерал-полковника Максимова, 5а);
- соборная мечеть «Жаримбет-Ата» (при въезде в город, возле КПП-1);
- городской дом офицеров (площадь Ленина);
- здание администрации космодрома «Байконур» (бывший штаб полигона, площадь Ленина);
- центральный универсальный рынок (проспект Абая);
- городской парк культуры и отдыха (улица Комарова).

### Памятники
На территории города Байконура располагается более 35 монументальных памятников.

#### Памятники тематические
- памятник байконурцам — «Труженики космоса» (при въезде в город, возле КПП-1);
- стела «Наука и космос» (в начале улицы Юрия Гагарина);
- мемориал «Слава покорителям космоса» (при въезде в город по проспекту Королёва);
- стела «Первопроходцам космоса» (при въезде в город по проспекту Королёва);
- стела «Невесомость» (на подъезде к городу от аэропорта «Крайний»);
- стела погибшим воинам (на аллее 50-летия Победы за городским домом офицеров);
- стела ветеранам локальных войн (в Парке Шубникова);
- стела «Ленинск» (на улице Юрия Гагарина около 5 микрорайона; западная граница города до середины 1980-х);

#### Памятники знаменитым людям
- памятник-бюст академику В. П. Бармину (пересечение проспекта Абая и улицы Бармина);
- памятник Юрию Гагарину;
- памятник-бюст академику В. П. Глушко (улица Глушко);
- памятник В. И. Ленину (площадь Ленина);
- памятник-бюст академику С. П. Королёву (пересечение проспектов Абая и Королёва);
- памятник-бюст академику В. И. Кузнецову (проспект Королёва);
- памятник Абаю Кунанбаеву (проспект Абая);
- памятник-бюст генералу А. А. Максимову (улица Максимова);
- памятник-бюст маршалу М. И. Неделину (сквер на проспекте Королёва, д. 23);
- памятный знак первому начальнику космодрома Байконур А. И. Нестеренко (улица Нестеренко);
- памятник-бюст академику Н. А. Пилюгину (сквер на улице Горького, д. 26);
- памятник-бюст конструктору М. С. Рязанскому (проспект Королёва, д. 27а);
- памятник на могиле почётного строителя Байконура А. А. Ткаленко (солдатский парк имени Г. М. Шубникова, улица Юрия Гагарина);
- памятник-бюст К. Х. Токмухамедову (во дворе школы № 14 (277), улица Юрия Гагарина);
- памятник-бюст К. Э. Циолковскому (во дворе школы № 272, улица Шубникова);
- памятник-бюст академику В. Н. Челомею (7-й микрорайон)
- памятник-бюст генералу Г. М. Шубникову (сквер у городского дворца культуры, улица Пионерская);
- памятник-бюст академику М. К. Янгелю (сквер на улице Янгеля).

#### Памятники погибшим испытателям ракет
- памятник на братской могиле ракетчиков, погибших при взрыве ракеты Р-16 24 октября 1960 года (солдатский парк имени Г. М. Шубникова, улица Юрия Гагарина);
- памятник на братской могиле ракетчиков, погибших при взрыве ракеты Р-9А 24 октября 1963 года (солдатский парк имени Г. М. Шубникова, улица Юрия Гагарина).

#### Памятники технике
- памятник самолёту Ан-12 (сквер Авиаторов, пересечение улиц Авиационной и Бармина);
- памятник самолёту Ли-2 (пересечение улиц Янгеля и Сейфуллина);
- паровоз Эу 709-81 — памятник железнодорожникам Байконура (возле железнодорожной станции «Городская», проспект Абая);
- памятник стратегической ракете 15А15 (сквер на улице Янгеля);
- ракета-носитель «Союз» (сквер на проспекте Королёва, д. 23);
- противотанковая пушка ЗИС-2 (на аллее 50-летия Победы за городским домом офицеров);
- памятник теплоходу «Кама» (городская зона отдыха).

- Памятники Байконура
- Памятник академику С. П. Королёву
- Памятник Юрию Гагарину
- Памятник В. И. Ленину
- Памятник академику В. П. Глушко

## Фотогалерея
- Здание аэропорта «Крайний»
- Фонтан-ракета в аэропорту «Крайний»
- Памятник на братской могиле ракетчиков, погибших при взрыве ракеты Р-16 24 октября 1960 года
- Памятник на братской могиле ракетчиков, погибших при взрыве ракеты Р-9А 24 октября 1963 года
- Памятник академику Н. А. Пилюгину
- Памятник конструктору М. С. Рязанскому
- Памятник академику В. П. Бармину
- Памятник Абаю Кунанбаеву
- Противотанковая пушка ЗИС-2 на аллее 50-летия Победы
- Памятник теплоходу «Кама»
- Набережная реки Сырдарьи
- Памятник самолёту Ли-2
- Памятник самолёту Ан-12
- Памятник маршалу М. И. Неделину
- Памятник-паровоз Эу 709-81 на станции Городская
- Памятник Калену Токмухамедову
- Здание Роскосмоса на комплексе Байконур (бывший штаб)
- Школа № 1
- Байконурский арбат
- Площадь Ленина
- Улица Юрия Гагарина

### Фото и видео
- 360º полноэкранные панорамы. www.360pano.eu. Дата обращения: 28 октября 2020. Архивировано 3 декабря 2020 года. на улицах Байконура